# Kfar Malal
Kfar Malal (Hebreeuws:כְּפַר מַלָּ"ל) is een klein dorpje en coöperatieve landbouwnederzetting (mosjav) in Israël, ten noordoosten van Tel Aviv, op de vlakte van Sharon. Het is de geboorteplaats van Ariel Scheinermann, beter bekend als de Israëlische premier in het begin van de 21e eeuw, Ariel Sharon.

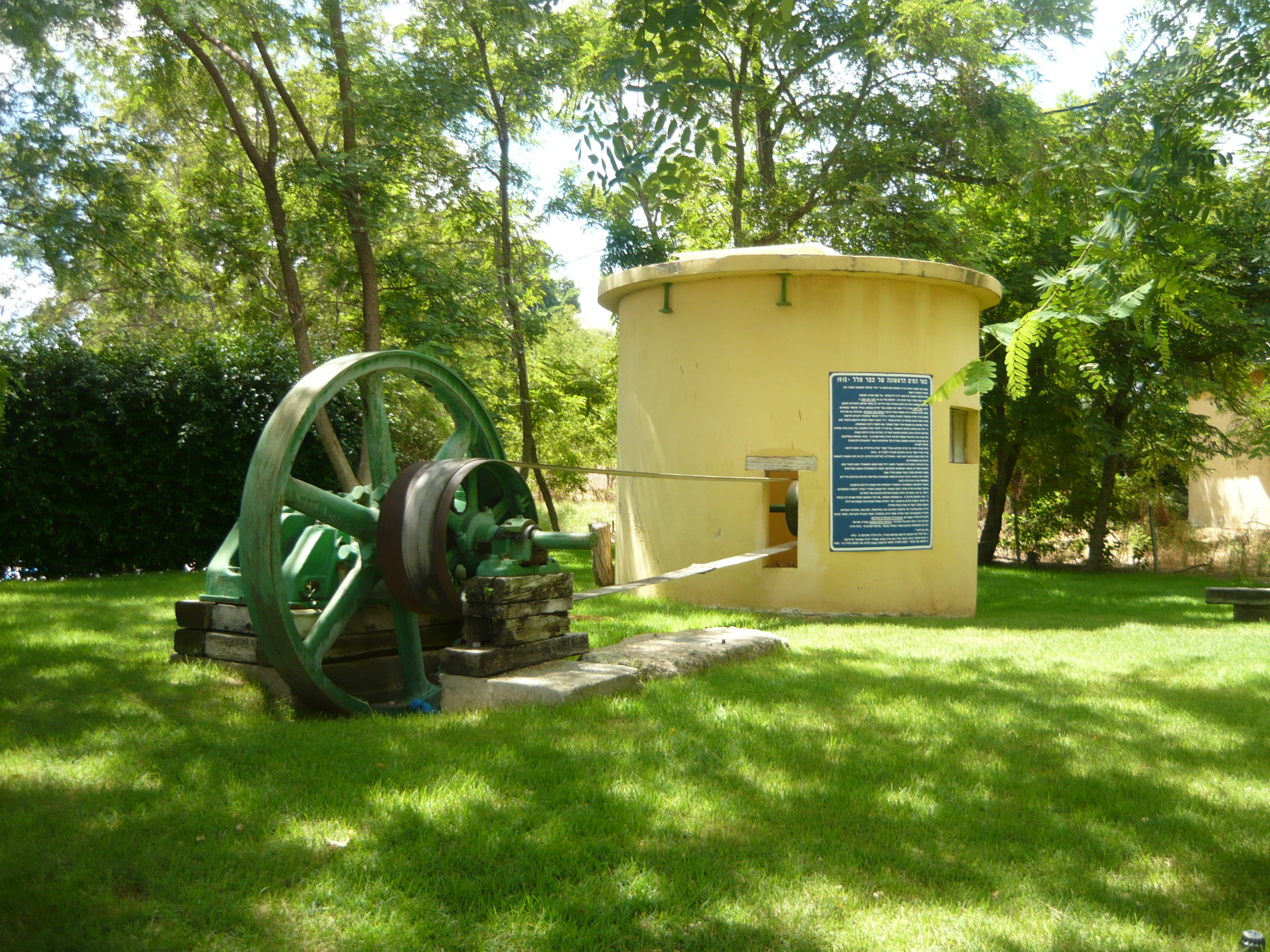
Bron in Kfar Malal
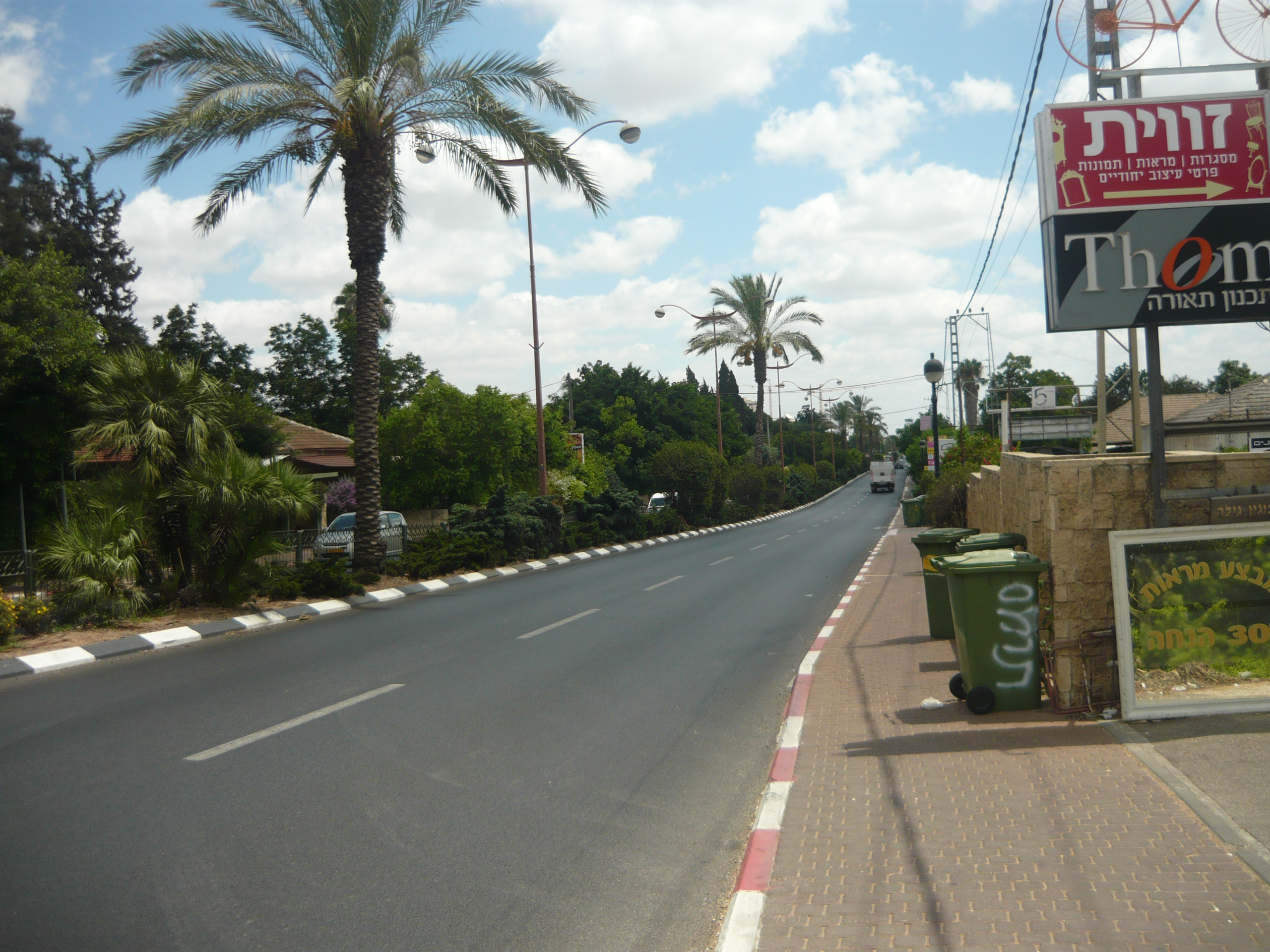
Straat in Kfar Malal